# Apartment for Peggy
Apartment for Peggy é um filme de comédia dramática estadunidense dirigido por George Seaton e estrelado por Jeanne Crain, William Holden e Edmund Gwenn. Foi lançado em 15 de outubro de 1948 pela Twentieth Century-Fox.

## Elenco
- Jeanne Crain como Peggy Taylor
- William Holden como Jason Taylor
- Edmund Gwenn como Professor Henry Barnes
- Gene Lockhart como Professor Edward Bell
- Griff Barnett como Dr. Philip Conway
- Randy Stuart como Dorothy
- Betty Lynn como esposa
- Marion Marshall como Ruth
- Pati Behrs como Jeanne